# Jim Jackson (cestista)
James Arthur Jackson, detto Jim (Toledo, 14 ottobre 1970), è un ex cestista statunitense, professionista nella NBA.

## Carriera
È stato selezionato dai Dallas Mavericks al primo giro del Draft NBA 1992 (4ª scelta assoluta).
Con gli Stati Uniti ha disputato i Giochi panamericani de L'Avana 1991.

## Statistiche

### College
| Anno      | Squadra             | PG | PT | MP   | TC%  | 3P%  | TL%  | RP  | AP  | PRP | SP  | PP   |
| --------- | ------------------- | -- | -- | ---- | ---- | ---- | ---- | --- | --- | --- | --- | ---- |
| 1989-1990 | Ohio State Buckeyes | 30 | 30 | 34,5 | 49,9 | 35,6 | 78,5 | 5,5 | 3,7 | 1,3 | 0,5 | 16,1 |
| 1990-1991 | Ohio State Buckeyes | 31 | 31 | 32,2 | 51,7 | 33,3 | 75,2 | 5,5 | 4,3 | 1,8 | 0,8 | 18,9 |
| 1991-1992 | Ohio State Buckeyes | 32 | 32 | 35,4 | 49,3 | 40,7 | 81,1 | 6,8 | 4,0 | 1,7 | 0,3 | 22,4 |
| Carriera  | Carriera            | 93 | 93 | 34,0 | 50,3 | 37,6 | 78,4 | 5,9 | 4,0 | 1,6 | 0,5 | 19,2 |

### NBA

#### Regular Season
| Anno      | Squadra             | PG  | PT  | MP   | TC%  | 3P%  | TL%  | RP  | AP  | PRP | SP  | PP   |
| --------- | ------------------- | --- | --- | ---- | ---- | ---- | ---- | --- | --- | --- | --- | ---- |
| 1992-1993 | Dallas Mavericks    | 28  | 28  | 33,5 | 39,5 | 28,8 | 73,9 | 4,4 | 4,7 | 1,4 | 0,4 | 16,3 |
| 1993-1994 | Dallas Mavericks    | 82  | 82  | 37,4 | 44,5 | 28,3 | 82,1 | 4,7 | 4,6 | 1,1 | 0,3 | 19,2 |
| 1994-1995 | Dallas Mavericks    | 51  | 51  | 38,9 | 47,2 | 31,8 | 80,5 | 5,1 | 3,7 | 0,5 | 0,2 | 25,7 |
| 1995-1996 | Dallas Mavericks    | 82  | 82  | 34,4 | 43,5 | 36,3 | 82,5 | 5,0 | 2,9 | 0,6 | 0,3 | 19,6 |
| 1996-1997 | Dallas Mavericks    | 46  | 46  | 36,4 | 44,2 | 33,1 | 78,7 | 4,9 | 3,4 | 1,2 | 0,3 | 15,5 |
| 1996-1997 | N.J. Nets           | 31  | 31  | 37,3 | 41,7 | 37,0 | 85,2 | 5,9 | 5,2 | 0,9 | 0,5 | 16,5 |
| 1997-1998 | Philadelphia 76ers  | 48  | 47  | 37,3 | 46,0 | 34,8 | 81,8 | 4,7 | 4,6 | 0,9 | 0,1 | 13,7 |
| 1997-1998 | G.S. Warriors       | 31  | 31  | 40,6 | 40,2 | 27,8 | 80,5 | 5,6 | 5,1 | 1,2 | 0,1 | 18,9 |
| 1998-1999 | Portland T. Blazers | 49  | 9   | 24,0 | 41,1 | 27,8 | 84,2 | 3,2 | 2,6 | 0,9 | 0,1 | 8,4  |
| 1999-2000 | Atlanta Hawks       | 79  | 76  | 35,0 | 41,1 | 38,6 | 87,7 | 5,0 | 2,9 | 0,7 | 0,1 | 16,7 |
| 2000-2001 | Atlanta Hawks       | 17  | 14  | 32,4 | 35,5 | 42,1 | 85,9 | 4,6 | 2,9 | 1,1 | 0,2 | 14,3 |
| 2000-2001 | Cleveland Cavaliers | 39  | 26  | 29,2 | 39,0 | 23,8 | 78,6 | 3,7 | 2,9 | 0,9 | 0,2 | 10,3 |
| 2001-2002 | Miami Heat          | 55  | 19  | 33,2 | 44,2 | 46,9 | 86,2 | 5,3 | 2,5 | 0,8 | 0,3 | 10,7 |
| 2002-2003 | Sacramento Kings    | 63  | 0   | 20,8 | 44,2 | 45,1 | 85,5 | 4,2 | 1,9 | 0,5 | 0,1 | 7,7  |
| 2003-2004 | Houston Rockets     | 80  | 80  | 39,0 | 42,4 | 40,0 | 84,3 | 6,1 | 2,8 | 1,1 | 0,3 | 12,9 |
| 2004-2005 | Houston Rockets     | 24  | 24  | 41,3 | 41,7 | 36,7 | 90,9 | 4,8 | 3,6 | 1,0 | 0,0 | 13,3 |
| 2004-2005 | Phoenix Suns        | 40  | 3   | 24,9 | 43,5 | 45,9 | 96,0 | 3,9 | 2,4 | 0,3 | 0,1 | 8,8  |
| 2005-2006 | Phoenix Suns        | 27  | 1   | 15,6 | 29,5 | 22,2 | 69,2 | 2,4 | 1,1 | 0,4 | 0,2 | 3,7  |
| 2005-2006 | L.A. Lakers         | 13  | 0   | 7,1  | 29,0 | 36,4 | -    | 0,9 | 0,3 | 0,2 | 0,0 | 1,7  |
| Carriera  | Carriera            | 885 | 650 | 32,8 | 42,8 | 36,5 | 82,5 | 4,7 | 3,2 | 0,8 | 0,2 | 14,3 |

#### Playoffs
| Anno     | Squadra             | PG | PT | MP   | TC%  | 3P%  | TL%  | RP   | AP  | PRP | SP  | PP   |
| -------- | ------------------- | -- | -- | ---- | ---- | ---- | ---- | ---- | --- | --- | --- | ---- |
| 1999     | Portland T. Blazers | 13 | 0  | 20,4 | 36,1 | 27,8 | 90,5 | 2,3  | 1,5 | 0,5 | 0,1 | 7,3  |
| 2003     | Sacramento Kings    | 12 | 0  | 24,7 | 50,0 | 46,4 | 77,4 | 3,9  | 1,2 | 0,7 | 0,3 | 11,3 |
| 2004     | Houston Rockets     | 5  | 5  | 44,2 | 39,7 | 27,6 | 66,7 | 10,4 | 2,0 | 1,0 | 0,2 | 14,8 |
| 2005     | Phoenix Suns        | 15 | 6  | 31,6 | 48,8 | 51,6 | 87,5 | 4,1  | 1,5 | 0,7 | 0,5 | 11,0 |
| 2006     | L.A. Lakers         | 3  | 0  | 7,0  | 33,3 | 0,0  | -    | 1,0  | 0,7 | 0,3 | 0,3 | 1,3  |
| Carriera | Carriera            | 48 | 11 | 26,6 | 44,7 | 42,0 | 82,8 | 4,0  | 1,4 | 0,6 | 0,3 | 9,9  |

## Palmarès
- McDonald's All-American Game (1989)
- NCAA AP All-America First Team (1992)
- NCAA AP All-America Second Team (1991)